# سيباستيان شاشتين
سيباستيان شاشتين (بالألمانية: Sebastian Schachten)‏ (6 نوفمبر 1984 بباد كارلسهافن في ألمانيا - ) هو لاعب كرة قدم ألماني في مركز الدفاع. لعب مع بادربورن 07 وبوروسيا مونشنغلادباخ ونادي سانت باولي ونادي لوزيرن وBorussia Mönchengladbach II ‏ وفيردر بريمن 2 ‏.

## وصلات خارجية
- سيباستيان شاشتين على موقع قاعدة بيانات كرة القدم.إي يو (الإنجليزية)
- سيباستيان شاشتين على موقع بيانات كرة القدم. دي إي (الألمانية)
- سيباستيان شاشتين على موقع Soccerway.com (الإنجليزية)
- سيباستيان شاشتين على موقع عالم كرة القدم.نت (الإنجليزية)